# مارغريت فلوي واشبورن
اشتهرت مارغريت فلوي واشبورن (25 يوليو 1871 - 29 أكتوبر 1939)، وهي عالمة نفس أمريكية عاشت في أوائل القرن العشرين، بعملها التجريبي على سلوك الحيوان وتطور نظرية الحركة. كانت أول امرأة تحصل على درجة الدكتوراه في علم النفس (1894)، والثانية، بعد ماري ويتون كالكنز، لتكون رئيسة الجمعية البرلمانية الآسيوية (1921). صنفت مجلة «مراجعة علم النفس العام»، التي نُشرت في عام 2002، واشبورن في المرتبة الثامنة والثمانين لأكثر الأشخاص استشهادًا وتأثيرًا في علم النفس في القرن العشرين، بالإضافة إلى جون غارسيا وجيمس ج. غيبسون وديفيد روميلهارت ولويس ليون ثورستون وروبرت س. وودورث.

## السيرة الذاتية
وُلدت في 25 يوليو 1871 في مدينة نيويورك، ونشأت في هارلم مع والدها فرانسيس، كاهن الأسقفية، ووالدتها، إليزابيث فلوي، التي تعود إلى عائلة ثرية في نيويورك. كان أسلافها من أصول هولندية وإنجليزية وكانوا جميعًا في أمريكا قبل عام 1720. كانت واشبورن الطفلة الوحيدة لوالديها؛ لم يكن لديها كثير من الأصدقاء في فترة طفولتها، فأمضت معظم وقتها مع البالغين أو في القراءة. لقد تعلمت مارغريت القراءة قبل وقت طويل من بدئها للمدرسة. تسبب لها هذا في التقدم بسرعة مقارنة بأقرانها عند بدئها المدرسة في سن السابعة. في المدرسة، تعلمت الفرنسية والألمانية. بدأت دراستها في المدرسة العامة لأول مرة عندما كانت في الحادية عشرة من عمرها، في عام 1886. تخرجت من المدرسة الثانوية في سن الخامسة عشر، وكان ذلك في فصل الخريف. التحقت بكلية فاسار، بوكيبسي، نيويورك لتصبح طالبة تحضيرية. وكان سبب التحاقها بالوضع التحضيري افتقارها لإتقان اللغتين اللاتينية والفرنسية. خلال سنوات دراستها الجامعية في فاسار، طورت واشبورن اهتمامًا قويًا بالفلسفة من خلال الشعر والأعمال الأدبية الأخرى. أصبحت أيضًا عضوًا في النادي النسائي «كابا ألفا ثيتا»، حيث قُدمت لأول مرة إلى مجال علم النفس. بعد تخرجها من فاسار في عام 1891، صممت واشبورن على الدراسة تحت إشراف جيمس ماكين كاتيل في المختبر النفسي المنشأ حديثًا في جامعة كولومبيا. نظرًا لعدم تقبل جامعة كولومبيا طالبات إناث للالتحاق ببرنامجه للدراسات العليا حينذاك، فقد قُبلت مارغريت لتصبح مدققة حسابات فقط. على الرغم من مواقف العامة المهينة والازدرائية تجاه النساء اللاتي حصلن على التعليم في ذلك الوقت، فقد عاملها جيمس ماكين كاتيل بأسلوب جيد على غرار الطلبة العاديين، وأصبح أول مرشد لها. حضرت مارغريت صفوف مدرسته الدينية ومحاضراته، وعملت في المختبر إلى جانب الرجال. في نهاية عامها الأول بعد قبولها في جامعة كولومبيا، شجعها كاتيل على الالتحاق بكلية سيج للفلسفة التي نُظمت حديثًا في جامعة كورنيل للحصول على الدكتوراه، لأن هذا لم يكن ممكنًا في كولومبيا نظرًا لكونها طالبة مراجعة حسابات. قُبلت في عام 1891 بمنحة دراسية.
درست تحت إشراف إدوارد تيتشنر في كورنيل، وكانت طالبته الأولى والوحيدة للدراسات العليا في ذلك الوقت. كان اختصاصها هو علم النفس. وبما أنها طالبة دراسات عليا، فقد أجرت مارغريت دراسة تجريبية لأساليب التكافؤ في الإدراك التكتيكي، كما اقترح تيتشنر. بعد فصلين دراسيين من الدراسة التجريبية، حصلت على درجة الماجستير غيابيًا في أواخر ربيع عام 1893 من كلية فاسار. أثناء عملها عل أساليب التكافؤ في الإدراك التكتيكي، طورت واشبورن في وقت واحد موضوع أطروحة معلمها، والتي تمت تحت تأثير الصور المرئية على أحكام المسافة التكتيكية والاتجاه. قدمت عرضها الشفهي في يونيو 1894، وأصبحت أول امرأة تحصل على درجة الدكتوراه في علم النفس (لقد حُرمت ماري كالكنز سابقًا من درجة الدكتوراه لكونها امرأة). انتُخبت أيضًا لتنضم لجمعية علم النفس الأمريكية المنشأة حديثًا. أرسل تيتشنر رسالة الماجستير الخاصة بها إلى فيلهلم فونن، الذي ترجمها ونشرها في كتابه الدراسات الفلسفية في عام 1895.
بعد تخرجها، عُرض عليها منصب رئيس قسم علم النفس والفلسفة والأخلاق في كلية ويلز في أورورا، نيويورك. قبلت واشبرن العرض، وسعدت بقضاء السنوات الستة المقبلة هناك. أثناء وجودها هناك، حرصت على زيارة كورنيل في كثير من الأحيان، وقضاء بعض الوقت مع أصدقائها، والعمل في المختبرات. ومع ذلك، فقد سئمت من المكان، وسعت إلى التغيير. تلقت واشبورن في ربيع عام 1900 برقية تقترح عليها العمل في منصب المديرة في كلية سيج بجامعة كورنيل. قبلت العرض، وقضت السنتين التاليتين هناك. ثم عُرض عليها أن تصبح أستاذًا مساعدًا في علم النفس بجامعة سينسيناتي في سينسيناتي بولاية أوهايو. منحها هذا المنصب المسؤولية الكاملة عن قسم علم النفس. أخذت الوظيفة، لكنها بقيت هناك لمدة عام دراسي واحد قبل أن تحن إلى مسقط رأسها. أثناء وجودها في سينسيناتي، كانت واشبورن المرأة الوحيدة في الكلية.
في ربيع عام 1903، عادت بكل سرور إلى كلية فاسار بمنصب أستاذ مشارك للفلسفة، حيث أمضت بقية حياتها. عندما بدأت العمل هناك، أصبحت رئيسة قسم علم النفس الذي أُسس حديثًا. عاملت طلابها معاملة حسنة، وأعربوا بدورهم عن تقديرهم لها في منصب أستاذتهم. واصل عدد كبير من طلابها التقدم في مجال علم النفس بعد التخرج. نشرت واشبورن العديد من دراسات طلابها خلال حياتها المهنية. يجمع الطلاب البيانات ويعملون بها أثناء كتابتها ونشر التجارب التي قامت بها. نشرت 68 دراسة من مختبر فاسار الجامعي بين عامي 1905 و1938. كانت هذه الدراسات أكبر سلسلة دراسات من أي جامعة أمريكية في ذلك الوقت. في وقت من الأوقات، قدم لها طلابها مبلغًا كبيرًا من المال وأرادوا لها استخدام هذا المال للترفيه عن نفسها. وبدلًا من ذلك، استخدمت المال لتقديم مساعدات دراسية للطلاب في قسم علم النفس.
تعرضت واشبورن في عام 1937 لسكتة دماغية، ما أدى إلى تقاعدها (بمنصب أستاذ فخري في علم النفس). لم تتعافَ تمامًا وماتت في منزلها في بوكيبسي، نيويورك في 29 أكتوبر 1939. لم تتزوج مطلقًا، واختارت بدلًا من ذلك أن تكرس نفسها لحياتها المهنية ورعاية والديها.

## الحياة المهنية
كانت واشبورن شخصية بارزة في مجال علم النفس في الولايات المتحدة في العقود الأولى من القرن العشرين، ما زاد بشكل كبير من تطور علم النفس من منظور العلم والمهن العلمية. ترجمت النظم الأخلاقية لعالم النفس فيلهلم فونت من الألمانية إلى الإنجليزية. استخدمت واشبورن دراساتها التجريبية في سلوك الحيوان وإدراكه في كتابها «عقل الحيوان» (1908)، لتقديم فكرتها بأن الأحداث العقلية (لا السلوكية فقط) هي مجالات نفسية مشروعة وهامة للدراسة. بطبيعة الحال، يتعارض هذا مع العقيدة الراسخة في علم النفس الأكاديمي بأنه من غير الممكن إدراك العقل الباطني، وبالتالي، فهي دراسة غير مناسبة للتحقيق العلمي الجاد. إلى جانب عملها التجريبي، طالعت واشبورن على نطاق واسع، واستندت إلى التجارب الفرنسية والألمانية للعمليات العقلية العليا قائلةً إنها كانت متداخلة مع حركات جسدية مؤقتة. نظرت إلى الوعي وصنفته على أنه ظاهرة من الإثارة وكبح للتفريغ الحركي. قدمت نظرية حركية كاملة حول الحركة والصور الذهنية (1916). خلال العشرينيات من القرن العشرين، واصلت واشبورن جمع البيانات التجريبية من جميع أنحاء العالم لدعم حجتها.

## روابط خارجية
- مارغريت فلوي واشبورن على موقع الموسوعة البريطانية (الإنجليزية)
- مارغريت فلوي واشبورن على موقع إن إن دي بي (الإنجليزية)